# James Daniels Grossman

James Daniels Grossman, antiguo Profesor y Director del Departamento de Anatomía Veterinaria del College of Veterinary Medicine de la Universidad del Estado de Ohio, nació el 16 de junio de 1884, en Jackson Center, Pennsylvania y murió el 25 de mayo de 1961 en Estambul (Turquía).  

## Historia
Ejerció como profesor en las escuelas públicas de Knox County (Ohio), desde 1905 a 1909.  Cursó estudios de farmacia en el Starling-Ohio Medical College, donde se graduó en farmacia en 1911.  Obtuvo el grado de Doctor en Medicina Veterinaria por la Universidad del Estado de Ohio en 1914, donde fue alumno del doctor Septimus Sisson.
Ingresó como instructor en el Departamento de Anatomía del College of Veterinary Medicine de la Universidad del Estado de Iowa, en septiembre de 1914.  Ocupó sucesivamente los cargos de Profesor Auxiliar y el de Profesor adjunto hasta alcanzar el cargo de Director Interno del Departamento durante la Primera Guerra Mundial.  En noviembre de 1919 volvió a la universidad del estado de Ohio como Profesor de Anatomía Veterinaria para trabajar en colaboración con el doctor Septimus Sisson.  Asumió la Dirección del Departamento de Anatomía en 1929, y ocupó dicho cargo hasta que se retiró en 1954, convirtiéndose en Profesor Honorario.
Su obra publicada consta de un gran número de artículos en revistas de veterinaria; una guía de disección para diseccionar a los animales estando éstos en posición erecta en lugar de la "Posición invertida"; dos revisiones de la Anatomy of the Domestic Animals de autoría de Septimus Sisson, y una guía para la disección del camello.
Después de jubilarse, se trasladó a una pequeña granja avícola cercana a Westerville (Ohio).  Más tarde, se le presentó la oportunidad de trasladarse a la India, durante dos años, como colaborador del Equipo de la Misión de Cooperación Técnica de la Universidad del Estado de Ohio, desarrollando su labor con los anatomistas de las catorce escuelas organizadas de Medicina Veterinaria y Crianza de los Animales.  Durante su estancia en la India, el doctor Grossman enseñó los métodos para embalsamar especímenes mediante inyección intravascular de líquidos y realizó demostraciones de las técnicas de disección para el estudio de los órganos y tejidos in situ.  Colaboró en la organización de tres nuevas escuelas de Veterinaria en la India, y fue muy querido por las gentes de aquel país.
Ocupó el cargo de Vicepresidente de la American Veterinary Medical Association y Presidente de la American Association of Veterinary Anatomists; trabajó activamente para la Veterinary Medical Association del Estado de Ohio y con los Boy Scouts; fue antiguo gran maestro de la Logia Universitaria de F. and A.M., comandancia de Columbus, Rito Escocés y Templo de Aladino, y perteneció a la Acacia Fraternity.  Recibió el premio Gamma de la Omega Ta Sigma; fue miembro de la Sociedad Sigma Xi y Phi Zeta, y miembro fundador del Faculty Club de la Universidad del Estado de Ohio.  El doctor Grossman también fue miembro de la Primera Iglesia de los Hermanos Evangélicos Unidos de Westerville (Ohio).